# 4Minute
4Minute (hangul: 포미닛; muitas vezes estilizado como 4MINUTE), foi um grupo feminino sul-coreano formado pela Cube Entertainment em 2009. Estreou em 18 de junho de 2009 com o lançamento do single digital Hot Issue. Em 15 de dezembro de 2010, elas lançaram seu primeiro álbum de estúdio japonês. Seu disband foi anunciado em 12 de junho de 2016.

## História

### 2009:Debut, For Muzik

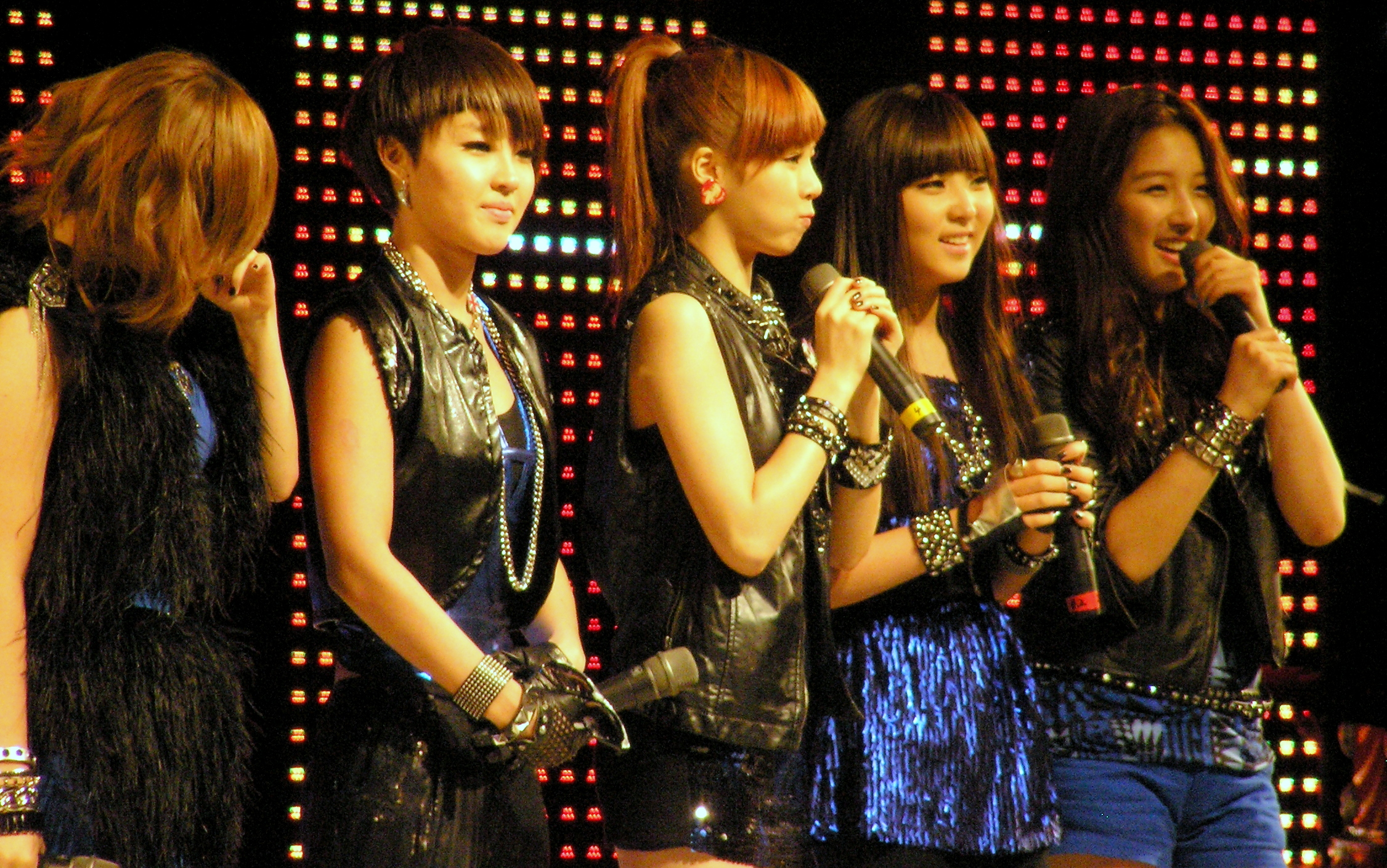
O grupo performando na Universidade Dongguk em 2009. Da esquerda para a direita: Gayoon, Jiyoon, Hyuna, So-hyun, Ji-hyun.

O grupo 4Minute foi anunciado em Maio de 2009 e ao mesmo tempo foram revelados 2 membros do grupo: Kim HyunA e Nam JiHyun. No dia 11 de Junho de 2009, um vídeo teaser foi liberado online, junto com o site oficial. O vídeo não mostrava nenhuma das integrantes, apenas a sombra silhueta delas andando e dançando a coreografia do primeiro single. As identidades das 3 integrantes restantes foram mantidas em segredo até dia 12 de Junho. Enquanto elas não foram reveladas, começaram a surgir rumores de que Choi Gina (G.NA) estaria no grupo e os fãs começaram a suspeitar que até mesmo Min (hoje no grupo ‘miss A’) estaria no 4Minute.
CUBE Entertainment liberou um teaser para o primeiro single “Hot Issue” no dia 10 de Junho e no dia 15 lançaram o single digitalmente. Depois do lançamento da música e do MV (Music Video), elas fizeram sua primeira performance no dia 18 de Junho, no programa semanal de performances “M!Countdown”.
Depois de horas do lançameto da música, ela rapidamente subiu para o top 5 em vários charts coreanos de músicas digitais como Cyworld, Bugs, Soribada e Mnet. As garotas promoveram a música desde o lançamento até o começo de Agosto, que foi quando começaram a se apresentar com a versão remix de “Hot Issue”.
No dia 21 de Junho de 2009, depois da primeira semana de promoções pra “Hot Issue”, fãs roubaram vários ítens da van do grupo, incluindo roupas e outras coisas. A agência CUBE disse que “É muito lamentável que tamanha provação tenha ocorrido.”
No fim de Agosto elas lançaram seu primeiro Mini-Album chamado “For Muzik” junto com seu segundo single, “MUZIK”, que ganhou um Mutizen (prêmio para a música mais executada da semana, entregue no programa semanal de performances “Inkigayo”) e conseguiram o 1º lugar no M!Countdown.
Antes mesmo do álbum “For Muzik” cair nas lojas, a faixa “I Won’t Give” já foi banida da KBS. Por que? Letras ditas impróprias:
A partir de hoje, eu não vou me entregar pra você. / Agora, eu nunca vou te entregar todo o meu coração. / Agora, eu nunca vou me entregar pra você.
Após receberem a notícia, a Cube Entertainment deu a seguinte declaração: “A letra de “I Won’t Give” é sobre os sentimentos puros de uma garota por um garoto. Nós estamos muito desapontados que esta tenha sido julgada como imprópria.”
O terceiro single do grupo foi “What a Girl Wants” e foi lançado em Outubro, não muito depois do lançamento do EP “For Muzik”.
O grupo 4Minute participou do single digital de Natal “Jingle Jingle” do companheiro de agência, Mario. O single digital foi lançado no dia 2 de Dezembro de 2009. O MV (Music Video) saiu no dia seguinte.
Elas também participaram da gravação de um remix da música “Heard ‘Em All” da cantora americana Amerie. A música foi lançada na versão Asiática de seu álbum.

### 2010:Hit Your Heart,Diamond

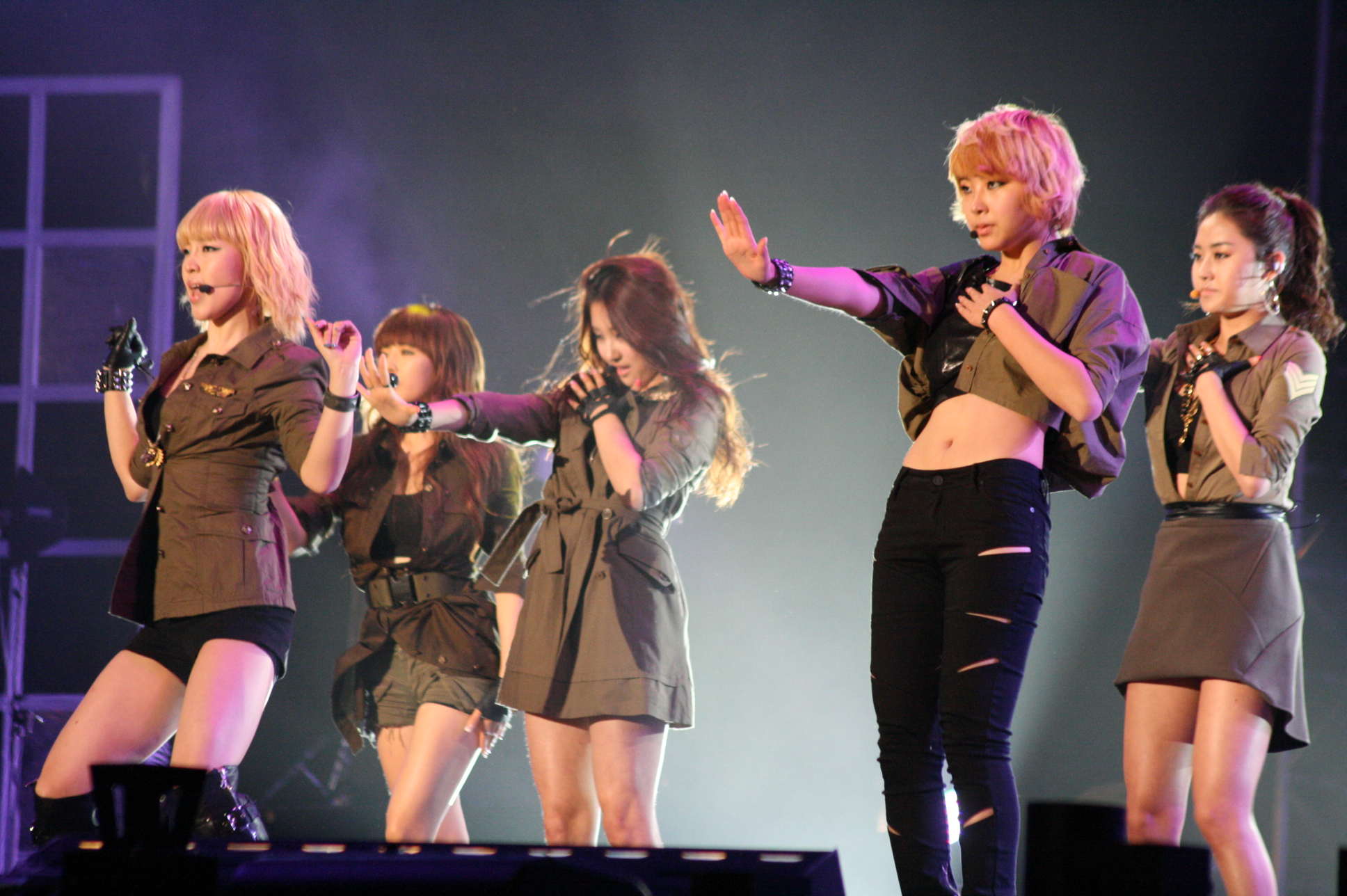
4minute performando no Asia Song Festival em 2010

Em 2010 a Cube Entertainment anunciou que a Universal Music Group estaria auxiliando o 4minute com um lançamento internacional de seu álbum.
Elas embarcaram para sua Tour pela Ásia que começou em janeiro e seguiu para outros países como Taiwan, Filipinas, Hong Kong e Japão. Elas tiveram seu primeiro concerto solo no Japão no dia 8 de Maio de 2010. Cube Entertainment anunciou que os ingressos para o show foram esgotados em um período bem curto. Para seu primeiro show solo no Japão, elas performaram na frente de 4.000 pessoas.
No dia 23 de abril de 2010, uma nova re-edição do álbum do 4minute foi colocada á venda em Taiwan sendo adicionadas as músicas Change, single solo da HyunA com participação de JunHyung, rapper do BEAST, e a música “Heard ‘Em All” da cantora americana Amerie. Além disso a re-edição continha um DVD do seu show em Taiwan.
No dia 30 de abril elas lançarem um teaser para seu primeiro single no Japão, uma versão Japonesa de MUZIK, o maior HIT das meninas. A música saiu inteira no dia 04 de maio e o MV (Music Video) saiu no dia 07. O single foi lançado em três versões.
4Minute lançou um novo mini-álbum intitulado "HUH" (Hit yoUr Heart) para seu comeback no dia 19 de maio de 2010. Além disso elas também lançaram o primeiro single do mini-álbum, intitulado “HuH” (se pronuncia “ha”, como se elas fossem rir das pessoas que riem delas). Na primeira faixa do Mini, “Who’s Next?”, os parceiros de agência do 4minute, os integrantes do BEAST, participaram e também apareceram no MV (Music Video) de HUH e na música “Invitation”.
No dia 5 de Julho de 2010 elas lançaram um novo MV (music Video) para a música “I My Me Mine” do mini-álbum “HUH”. Além disso, a CUBE anunciou que “I My Me Mine” seria seu próximo single Japonês. Três versões diferentes do single foram lançadas. No dia 19 de Julho de 2010, a música “Superstar” foi liberada digitalmente para o programa da TV Coreana “Superstar K” (Season 2).
No dia 13 de Agosto elas performaram para a Celebração na Marina, o show de aquecimento para os Jogos Olímpicos da Juventude de Singapura 2010 junto com o grupo BEAST. Tendo se tornado os primeiros artistas coreanos a performar nos YOG (Youth Olympic Games).
As meninas lançaram as músicas em japonês “FIRST” e uma regravação em japonês da música “Dreams Come True”, que foi gravada originalmente pelas 4Minute em Coreano para o drama “God Of Study”. Elas lançaram as 2 músicas como singles no Japão.
O 4minute teve seu segundo show solo intitulado “4Minute Energy Live Volume 2: Diamond”. Ele foi realizado por duas noites em Tóquio, nos dias 4 e 5 de Dezembro de 2010, em Osaka. O concerto também marcou o começo das promoções para o primeiro álbum japonês “Diamond” que foi lançado no dia 15 de Dezembro de 2010 e debutou em #18 no famoso chart japonês “Oricon”.
No dia 13 de Janeiro de 2011, o 4minute participou da “DiGi Live K-Pop Party 2011″, no Stadium Negara (Malásia) junto com seus companheiros de agência “B2ST” e “G.NA”.

### 2011:4Minutes Left

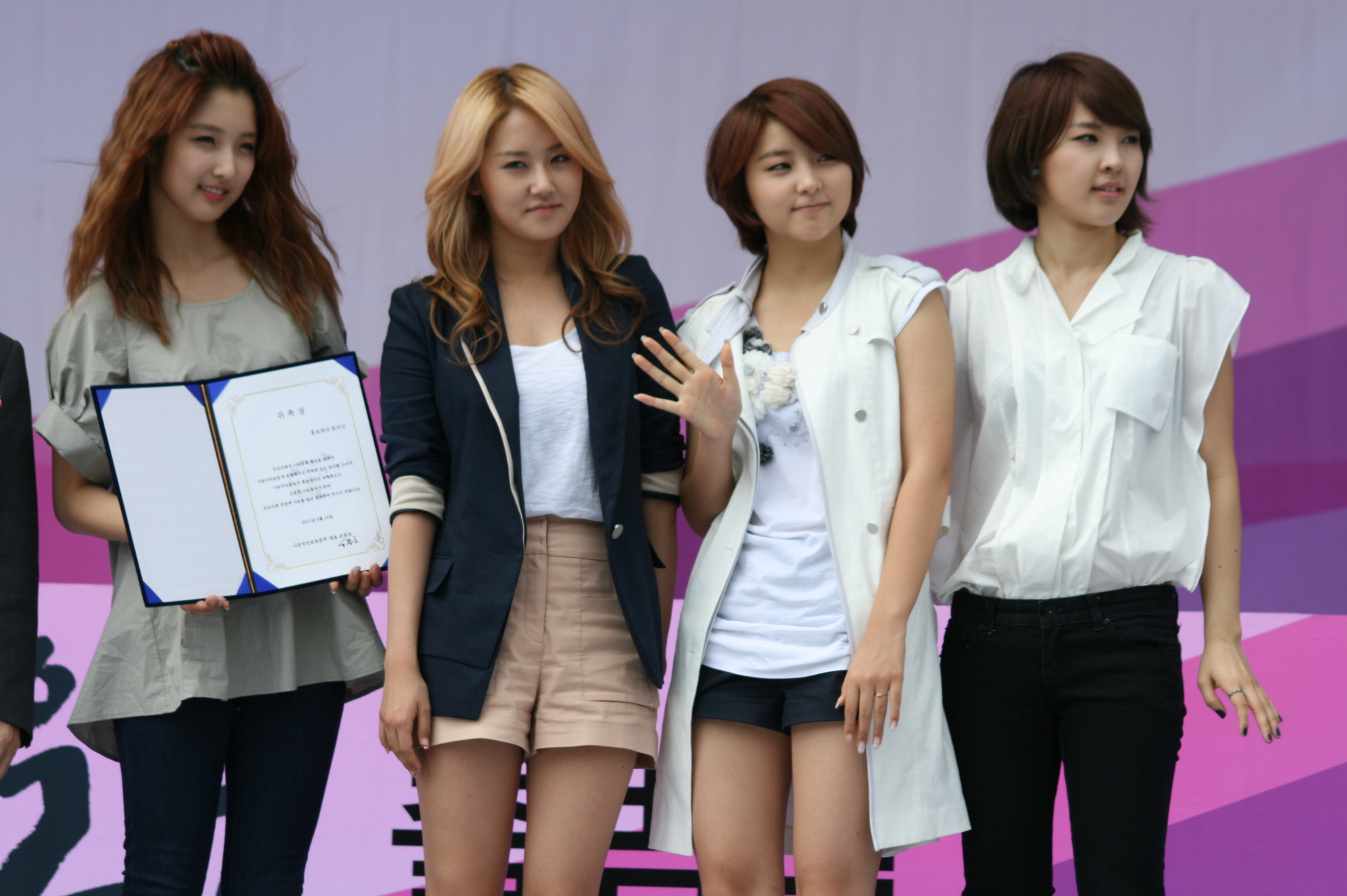
4minute no DiGi Live K-Pop Party em 13 de Janeiro de 2011

O grupo recebeu o “Bonsang Award” no 20º Seoul Music Awards no dia 20 de Janeiro de 2011. No dia 6 de Fevereiro, o grupo compareceu ao Billboard Japan Music Awards 2010 e recebeu o prêmio de “KPop New Artist”.
No dia 19 de Janeiro de 2011 foi anunciado que o 4minute estaria lançando seu quarto single japonês, “WHY”, no dia 9 de Março e que seria a música tema do drama da TV Asahi “Akutou~Juuhanzai Sousahan”. O teaser do clipe de “WHY” foi lançado no dia 21 de Janeiro de 2011 e o clipe foi liberado no dia 7 de Fevereiro de 2011.
No dia 23 de Fevereiro de 2011 o grupo modelou para a famosa designer nupcial Yumi Katsura em seu “Paris Grand Collection Tokyo Fashion Show 2011″ realizado no Ryogoku Kokugikan, em Tóquio. No fim do desfile elas performaram MUZIK (versão japonesa) e WHY.
Elas performaram no 50º aniversário de Music Wave Concert na Tailândia, dia 12 de Março de 2011.
No dia 12 de Janeiro de 2011, a agência das meninas, CUBE Entertainment, anunciou que o 4minute estaria retornando com um álbum em Março.
Depois que vários teasers foram lançados com o nome “Steal 20″, o 4minute revelou seu terceiro mini-álbum (EP), chamado “Heart to Heart” e que trazia 5 músicas inéditas, incluindo a faixa-título “Heart To Heart”.
O teaser para o clipe da música foi lançado no dia 28 de Março de 2011 e o clipe foi liberado no dia 29. O clipe conta com a presença de Jungshin, integrante do famoso boygroup sul-coreano “CN Blue”. Como a CUBE tinha anunciado que as meninas estariam lançando um álbum, muitos fãs ficaram confusos com o lançamento de um EP, mas logo depois a CUBE explicou que o EP era digital e que era só uma nova forma de marketing. Eles anunciaram que o o álbum completo seria lançado em Abril.
Isso foi confirmado depois que a CUBE liberou um audio teaser com uma batida bem mais pesada e que dizia “4 minutes left, 4 minutes left ah ah 4 minutes left, 4 minutes left ah ah” e logo depois ouviamos um trecho cantado pela voz de Sohyun mas o teaser terminava logo aí.
No dia 5 de Abril, o 4minute lançou seu primeiro álbum coreano, já que os lançamentos anteriores foram todos EPs e singles digitais, intitulado “4MINUTES LEFT”.
O álbum contém todas as faixas do EP “Heart To Heart”, que foi lançado um pouco antes, junto com “Hide & Seek” e “Already Gone”, que foram faixas do álbum japonês “DIAMOND”, e a “shadow title-track”, que é como a CUBE chamava a faixa promocional do álbum, “Mirror Mirror”. Outra música chamada “Badly” e um versão coreana do terceiro single japonês das meninas, “FIRST”, também foram incluídos no álbum, dando um total de 10 faixas.
Depois de quase um ano sem nenhum lançamento na Coréia, as meninas fizeram seu retorno ao palco com as novas faixas promocionais, “Heart To Heart” e “Mirror Mirror”, no dia 7 de Abril de 2011, no “M!Countdown” (programa semanal de performances da emissora Mnet exibido todas as Quintas na Coréia do Sul).
Apesar do sucesso da música, houve um problema com as emissoras dos programas de performances pois elas alegavam que uma parte da coreografia era muito provocativa para ser exibida no horário dos programas. Essa parte da coreografia passou a ser chamada de “spread leg dance”, onde as meninas se ajoelhavam e afastavam os joelhos várias vezes, abaixando até o chão. As emissoras disseram que se a coreografia não fosse mudada, o grupo não poderia performar a música em seus programas. A nova coreografia foi exibida a partir do dia 14 de Abril de 2011, no M!Countdown.
Elas promoveram a música até o dia 01 de Maio e a partir daí passaram a promover “Heart To Heart” até o final de Maio, quando fizeram o chamado “goodbye stage”, encerrando assim as promoções para o álbum “4MINUTES LEFT”.
O vídeo clipe de Mirror Mirror conseguiu muito destaque. Passou o clipe de “Till The World Ends” da famosa cantora pop Britney Spears no programa europeu HIT INT’L VIDEOS TOP 20, alcançando a primeira posição.
Além disso, as meninas conseguiram #1 no ranking de clipes do mundo todo feito no programa da MTV brasileira “Top Mundi”.
Um tempo depois foi anunciado que o 4Minute estaria colaborando coma cantora japonesa Thelma Aoyama para seu novo single “WITHOUT U”. Ele foi lançado no dia 25 de Maio de 2011. A versão em inglês foi lançada antes, no dia 7 de Maio.
Em Maio a CUBE revelou que HyunA iria lançar um EP solo. No entanto, isso não significaria a saída dela do 4minute. Devido ao estrondoso sucesso de seu single solo anterior, “Change”, a agência decidiu dar um EP para que ela promovesse.
O mini-álbum foi intitulado “Bubble Pop!” e teve 5 faixas.
A intro “Attention”, a faixa título “Bubble Pop!”, “Downtown” com participação da Jiyoon, “A Bitter Day” com participação de G.NA e JunHyung (B2ST), que também participou de seu single solo anterior, e “Just Follow” com participação do rapper sul-coreano DOK2.
O vídeo clipe de “Bubble Pop!” conseguiu mais de 5 milhões de visualizações em 6 dias e foi destaque por ter sido o segundo vídeo mais popular da semana no Youtube, perdendo apenas para Beyoncé.
Ela também entrou para o elenco da versão coreana do programa “Dancing With The Stars”.
4Minute revelou planos para lançar seu 5º single japonês “Heart to Heart” e o primeiro DVD, intitulado “Emerald of 4Minute” no dia 7 de Setembro de 2011.
Em 22 de Julho a musica “Silly Boy” da dupla 015B, foi lançada, com participação do 4Minute e de Junhyung, do BEAST.
No dia 3 de Agosto de 2011, o vídeo para “Freestyle” foi lançado. O vídeo serviu para promover um jogo de basquete de rua chamado “Freestyle”. No dia 7 de Agosto foram reveladas as capas das três versões do single “Heart to Heart” e no dia 8 a previa da versão japonesa. Um teaser para o vídeo foi revelado no dia 12 de Agosto. No dia 15 de Agosto, a Universal Music Japan lançou o vídeo clipe para a versão japonesa de “Heart to Heart”. O single e o DVD “Emerald of 4Minute” ocuparam a 15ª posição no ‘Oricon’s Single’ e no chart diário de DVDs.
Em 28 de Setembro de 2011, HyunA ocupou a 17ª posição no ’21 Under 21’, ranking feito pela Billboard Americana que elege as celebridades menores de idade mais “quentes”.
No primeiro dia de Outubro, a agencia japonesa Far Eastern Tribe Records (que gerencia a carreira do grupo no Japão), anunciou o 6º single japonês do 4Minute, intitulado “Ready Go”, que seria lançado em 7 de Dezembro. A música foi trilha sonora do drama transmitido pela TV Tokyo “Welcome to the El-Palacio”, que começou a ser transmitido no dia 6 de Outubro. Uma prévia de 45 segundos da musica foi revelada no mesmo dia.
Em sua página do Facebook, 4Minute lançou “Ready Go” no dia 11 de Novembro.
4Minute supostamente faria seu comeback em Janeiro, porém o retorno foi adiado pois tiveram uma pausa para a mistura de novos sons que o grupo queria fazer em suas novas músicas .

### 2012:Volume Up

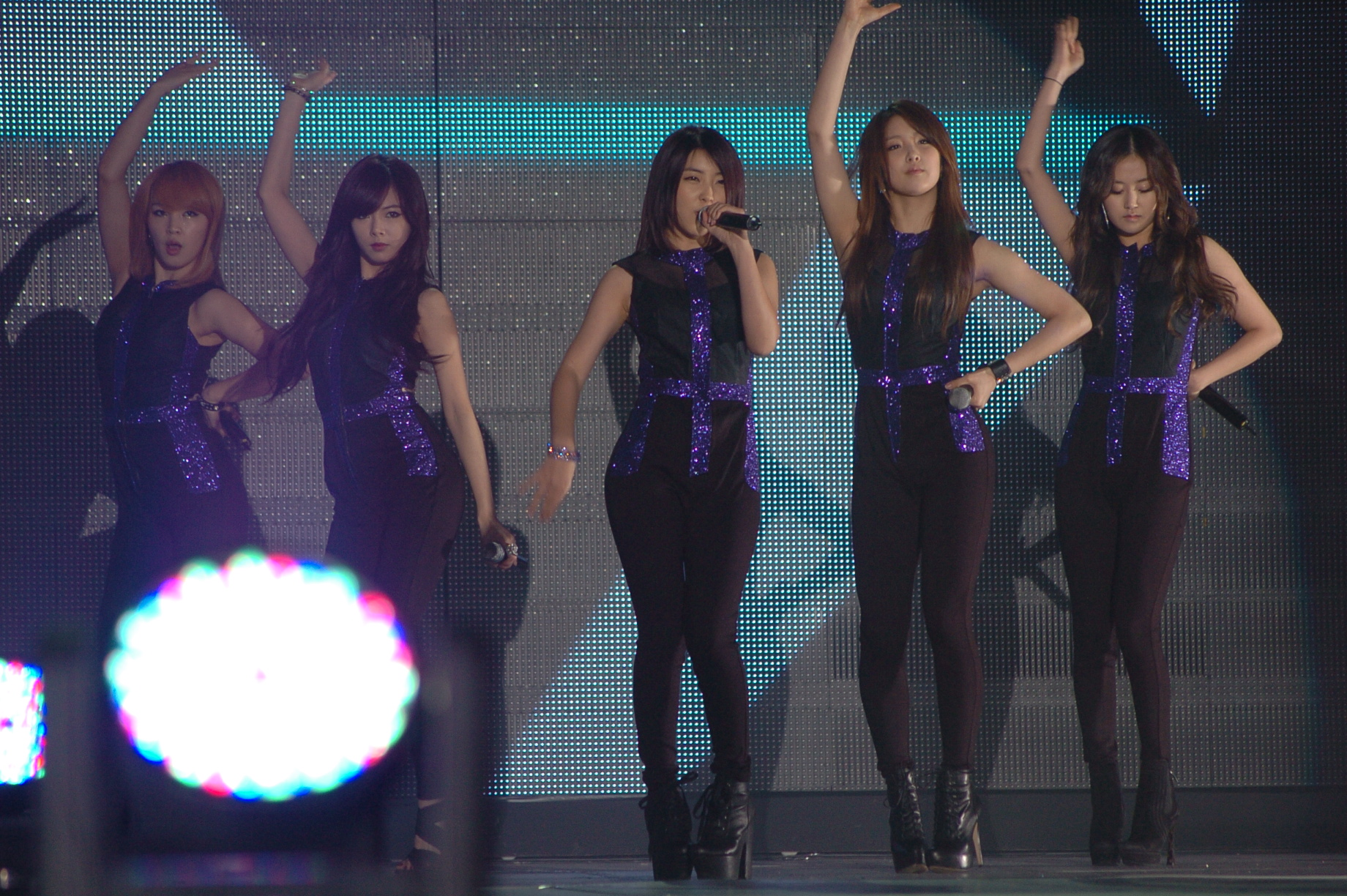
4minute performando em março de 2012

Dia 4 de Janeiro de 2012 foi lançada a versão completa do vídeo “Crazy” de Teen Top, com participação de SoHyun.
No dia 14 de Março foi revelado que HyunA estaria lançando sua própria linha de moda chamada ‘HyunA x SPICYCOLOR’. ‘HyunA x SPICECOLOR’ foi descrita como “um conceito retro, chique e sexy, pegando inspiração na moda vintage dos anos 50 e 60”. Uma vez que HyunA colocou seu nome na linha, ela estará extremamente envolvida, começando pelo desenvolvimento do conceito, design e também dirigindo os Photoshoots. HyunA declarou: “Como uma artista eu já mostrei vários conceitos sexys, mas para essa linha de moda que sairá no fim de Março, eu trabalhei duro para mostrar conceitos não só sexys, como também fashion e estilosos.”
Em 19 de Março de 2012, CUBE Entertainment anunciou que o comeback iria ser realizado no meio de Abril. Também foi dito que o grupo já havia escolhido sua faixa título e que agora trabalhava na finalização das outras musicas, para torná-las tão boas quanto à faixa principal. “Mesmo já tendo decidido a faixa título, ainda estamos aceitando muitas músicas. Estamos usando a experiência que ganhamos com as promoções anteriores como base, e também testando novos gêneros musicais. Queremos que os fãs, que esperaram por tanto tempo, ouçam músicas de qualidade. Estamos levando um longo tempo para preparar o novo álbum, mas vocês poderão ver as cinco integrantes do 4Minute juntas em Abril”.
Perto do fim de março, o nome da faixa título do 3º Mini Álbum foi revelada, “Volume Up”, fazendo os fãs começarem a acreditar que o retorno estava próximo. No dia 3 de Abril foi anunciado, junto com uma foto teaser e a tracklist oficial, que as garotas do 4Minute fariam seu comeback em 9 de Abril com seu 3º Mini Álbum intitulado “Volume Up”.
No dia 5 de Abril de 2012 foi revelado o primeiro teaser do vídeo de “Volume Up”, que alcançou o incrível numero de 300mil visualizações em apenas 2 dias.

### 2013:Name Is 4minute
De 26 de janeiro a 21 de fevereiro, 4minute participou da turnê 2013 United Cube em locais na China, Coréia e Japão. Em 26 de abril, 4minute lançou o mini-álbum cujo nome é Name Is 4minute e o single What's Your Name? , que foi produzido por Brave Brothers. A promoção para o single e álbum envolveu um conjunto de imagens teaser onde os membros eram decoradas nos tons de néon e fantasia de inspiração de moda. Na quarta semana de maio, a canção chegou a número um no Chart Gaon único, tornando-se primeiro topper de gráfico do grupo para Gaon. Na edição de 1 de junho, o single alcançou o número um sobre k-pop da Billboard Hot 100. Em 28 de junho, 4minute lançou o verão único "Is it Poppin'?", também escrita e produzida por Brave Brothers. Em uma entrevista com Newsen, um porta-voz da Cube Entertainment disse que a canção era "nem um conceito sexy ou carismático, mas um conceito bonito – um hip-hop dance música que vai bem com a sensação do verão".Seu título coreano "물 좋아?", é uma gíria que os homens usam para perguntar se as garotas em um clube são quentes. Allkpop descreve a canção como uma dança de hip-hop faixa sobre uma garota que está chateada com o namorado que gosta de festa. A canção liderou cinco paradas locais incluindo MWave. Em 4 de setembro, 4minute terminou seu contrato com a Universal Music Japan e fecha o site do grupo japonês oficial, bem como seu site de fã-clube, 4Nia Japão.

### 2014:4Minute World
Em 20 de janeiro de 2014, Brave Brothers lançou o single "Only Gained Weight" que apresentava os membros do 4minute Hyuna, Gayoon e Sohyun; a canção alcançou o número cinco no gráfico de Melon e Gaon. Em 7 de março, a cube anunciou que o quinto mini-álbum "4minute World" do grupo que seria lançado em 17 de março. Cube Entertainment lançou uma imagem teaser do grupo. A imagem do teaser mostra as garotas posando para um abraço de grupo na frente do que parece ser um carrossel em um parque temático. Em 8 de março, o primeiro single foi confirmado para ser "Whatcha Doin' Today?". A página da Cube fez upload no Soundcloud do entretenimento de cada um dos membros a alguém perguntando se elas estão livres hoje e se elas estariam dispostas a sair para um café, sair, ir a um encontro ou ir ao cinema. Em 10 de março, cube anunciou que eles vão liberar uma série diária de semana com imagens do grupo participando em atividades diárias, com a primeira entrada do diário a ser lançada no dia. Estas imagens mostram as meninas comendo em um pub. A segunda entrada de diário mostrou as garotas se divertindo no Rio Han. O terceiro tinha as meninas vestidas de pijamas diversos, enquanto a quarta mostrou-os reunidos para um estande de adesivo de foto. O quinto dia gastaram num parque de diversões. O único vídeo single foi lançado em 16 de março, sob o título "오늘 뭐해 (Whatcha Doin' Today)" e o mini-álbum completo foi lançado em 17 de março. O gru promoveu a música em vários programas de música coreana, juntamente com a faixa "Wait A Minute". A promoção incluiu Music Bank do KBS, Show Champion do MBC! Music Core, do SBS Inkigayo e do Mnet M!Countdown de 20 – 23 de março. O single se tornou o primeiro single do grupo a fazer estréia no número 1 na Coréia. Em 30 de março, 4minute ganhou contra 2NE1 e Girls' Generation no Inkigayo, contudo foi a única música a não aparecer entre as 100 mais vendidas daquele ano. E em 3 de abril, o grupo também ganhou no M!Countdown que ocorreu no Japão. Em 7 de junho, 4minute perfomou Whatcha Doin' Today no Dream Concert ao lado de outros ídolos de Kpop, incluindo outros grupos da Cube, como APink e BTOB.

### 2015-2016:Crazy, Act. 7 e Fim do grupo
Em 26 de janeiro de 2015, a Cube Entertainment revelou que o 4Minute pré-lançaria uma faixa de seu próximo mini-álbum intitulado "Cold Rain", marcando a primeira vez que o grupo lançou uma balada como single. Em 9 de fevereiro, 4Minute lançou seu sexto EP intitulado "Crazy", juntamente com o MV da faixa-título com o mesmo nome. O seu EP estreou em primeiro na Billboard's World Albums Chart. Em 4 de abril, o 4Minute realizou um show solo chamado 4Minute Fan Bash em Myanmar, com cerca de 7.000 fãs presentes.
Em 20 de janeiro de 2016, foi anunciado que o grupo lançaria seu sétimo mini-album Act. 7 no dia 1 de fevereiro. 4Minute colaborou com o produtor americano Skrillex no single principal, "Hate".
Após 7 anos de grupo, a empresa Cube Entertainment informou que o grupo iria ter disband, e que só Hyuna havia renovado o contrato, a mesma seguirá como solista, segue a declaração da empresa: “4Minute está terminando o grupo depois de 7 anos. O contrato das garotas com a Cube Entertainmente terminará logo durante o final deste mês, e depois de muita discussões, as garotas e a agencia decidiram desbandar o grupo. Até agora, só a Hyuna reassinou o contrato com a Cube Entertainment e algumas das garotas estão, ainda, discutidos sobre a renovação do contrato com a Cube".
Um informante disse: "Todas as garotas possuem um futuro diferente em suas mentes, como cantoras ou atrizes. Depois de meses em discussão, elas decidiram que seria difícil manter o time. Hyuna renovou o seu contrato e algumas ainda têm discutido com a agencia para a renovação, porém algumas deixaram a empresa."
No mesmo dia, o representante da empresa afirmou que o grupo havia se dissolvido, com a seguinte declaração: “Com a aproximação da data final do contrato, os membros têm estado em conversações para a renovação, mas enquanto a agência tentou persuadi-las a continuar o grupo, ela acabou aceitando a decisão das cinco membros, de que elas não vão continuar como um grupo.” O representante acrescenta: “Devido às diferentes opiniões das membros, para todos os efeitos, o grupo irá desfazer".

## Integrantes
- Jihyun (hangul: 지현), nascida Nam Ji-hyun (hangul: 남지현) em 9 de janeiro de 1990 (35 anos) em Seul, Coreia do Sul.
- Gayoon (hangul: 가윤), nascida Heo Ga-yoon (hangul: 허가윤) em 18 de maio de 1990 (34 anos) em Seul, Coreia do Sul.
- Jiyoon (hangul: 지윤), nascida Jeon Ji-yoon (hangul: 전지윤) em 15 de outubro de 1990 (34 anos) em Suwon, Gyeonggi-do, Coreia do Sul.
- Hyuna (hangul: 현아), nascida Kim Hyun-ah (hangul: 김현아) em 6 de junho de 1992 (32 anos) em Seul, Coreia do Sul.
- Sohyun (hangul: 소현), nascida Kwon So-hyun (hangul: 권소현) em 30 de agosto de 1994 (30 anos) em Seul, Coreia do Sul.

## Sub-grupos
Planos para a sub-unit 2Yoon (composta de Gayoon e Jiyoon) foram anunciados no final de 2012. No dia 17 de janeiro de 2013, 2YOON lançou um álbum, Harvest Moon, junto com o vídeo musical para o seu single, "24/7". 2YOON teve seu debut stage no dia 17 de janeiro no M Countdown.

## Filmografia
Programas e documentários
Uma lista de programas de variedade e documentários estrelados por 4minute.
| Ano  | Programa                | Network   | Notas                                                                                |
| ---- | ----------------------- | --------- | ------------------------------------------------------------------------------------ |
| 2009 | MTV 4minute             | MTV       | Série de documentários                                                               |
| 2010 | 4minute's Friend Day    | MTV       | O grupo faz amizade com pessoas comuns.                                              |
| 2010 | 4minute's All In        | SBS       | [ 8 ]                                                                                |
| 2011 | 4Minute's Mr. Teacher   | E-Channel | Celebridades convidadas ensinam o grupo a como se tornarem pop stars internacionais. |
| 2011 | 4Minute @ Shikshin Road |           | [carece de fontes?]                                                                  |
| 2011 | Exciting Cube TV        | Mnet      | Com Beast, G.NA e outros membros da Cube Entertainment                               |
| 2012 | 4Minute's Travel Maker  | QTV Korea | Série de documentários de viagem.                                                    |
| 2015 | 4Minute's Video         | K-Star    | Foi ao ar no dia 6 de julho                                                          |
| 2015 | Cube TV                 | IHQ       | Com outros membros da Cube Entertainment                                             |

## Concertos
- 4Minute Energy LIVE Volume 1: 1st Concert (Tokyo) (2010)
- 4Minute Live in Manila (2010)
- 4Minute Energy LIVE Volume 2: DIAMOND (Tokyo & Osaka) (2010)
- 4Minute Volume Up Party (2013)
- 4Minute Like Water Concert (Seoul) (2013)
- 4Minute LIVE PARTY ROCK Concert (Sydney) (2013)
- 4Minute solo Concert Fan Bash (Myanmar) (2015)
- 4Minute Solo Concert Fan Bash Tour In Latin America (Argentina) (2015)

## Prêmios e indicações
Golden Disk Awards
| Year | Recipient           | Award                     | Result   |
| ---- | ------------------- | ------------------------- | -------- |
| 2009 | 4Minute             | Samsung YEPP Rookie Award | Venceu   |
| 2009 | "Hot Issue"         | Digital Bonsang           | Indicado |
| 2012 | "Mirror Mirror"     | Digital Bonsang           | Venceu   |
| 2012 | 4Minutes Left       | Disk Bonsang              | Indicado |
| 2012 | 4Minute             | Prêmio de Popularidade    | Indicado |
| 2013 | Volume Up           | Disk Bonsang              | Venceu   |
| 2013 | 4Minute             | Prêmio de Popularidade    | Indicado |
| 2014 | "What’s Your Name?" | Digital Bonsang           | Venceu   |

Mnet Asian Music Awards
| Year | Recipient           | Award                                 | Result   |
| ---- | ------------------- | ------------------------------------- | -------- |
| 2010 | 4Minute             | Best Female Group Award               | Indicado |
| 2010 | 4Minute             | Best Dance Performance – Female Group | Indicado |
| 2010 | 4Minute             | The Shilla Duty Free Asian Wave Award | Indicado |
| 2011 | 4Minute             | Best Female Group Award               | Indicado |
| 2011 | 4Minute             | Best Dance Performance – Female Group | Indicado |
| 2012 | Volume Up           | Song of the Year                      | Indicado |
| 2012 | 4Minute             | Best Dance Performance – Female Group | Indicado |
| 2013 | 4Minute             | Best Female Group Award               | Indicado |
| 2013 | "What's Your Name?" | Best Dance Performance - Female Group | Indicado |
| 2013 | 4Minute             | Artist of the Year                    | Indicado |
| 2013 | "What's Your Name?" | BC - UnionPay Song of the Year        | Indicado |

Seoul Music Awards
| Year | Recipient         | Award                  | Result   |
| ---- | ----------------- | ---------------------- | -------- |
| 2010 | 4Minute           | Newcomer Award         | Indicado |
| 2010 | 4Minute           | High1 Popularity Award | Indicado |
| 2011 | 4Minute           | Popularity Award       | Indicado |
| 2011 | "HuH"             | Bonsang Award          | Venceu   |
| 2012 | "Mirror Mirror"   | Bonsang Award          | Venceu   |
| 2013 | "Volume Up"       | Bonsang Award          | Indicado |
| 2013 | 4Minute           | Popularity Award       | Indicado |
| 2014 | What's Your Name? | Bonsang Award          | Venceu   |

Melon Music Awards
| Year | Recipient | Award  | Result   |
| ---- | --------- | ------ | -------- |
| 2009 | 4Minute   | Top 10 | Indicado |
| 2009 | 4Minute   | Star   | Indicado |
| 2011 | 4Minute   | Top 10 | Indicado |

Mnet 20's Choice Awards
| Year | Recipient       | Award                  | Result   |
| ---- | --------------- | ---------------------- | -------- |
| 2010 | 4Minute         | Most Influential Stars | Venceu   |
| 2011 | 4Minute         | Hot Performance Star   | Indicado |
| 2011 | "Mirror Mirror" | Hot Online Song        | Indicado |

Gaon Chart K-Pop Awards
Gaon Chart K-Pop Awards de Canção do Ano é dado para cada mês do ano anterior.
| Year | Recipient           | Award                      | Result |
| ---- | ------------------- | -------------------------- | ------ |
| 2014 | "What’s Your Name?" | Song of the Year, May 2013 | Venceu |

Allkpop Awards
| Year | Recipient           | Award            | Result   |
| ---- | ------------------- | ---------------- | -------- |
| 2013 | 4minute             | Best Girl Group  | Indicado |
| 2013 | "What’s Your Name?" | Song of the Year | Indicado |

Asia Song Festival
| Year | Recipient | Award                   | Result |
| ---- | --------- | ----------------------- | ------ |
| 2010 | 4Minute   | Asia Influential Artist | Venceu |

Billboard JAPAN Music Awards
| Year | Recipient | Award                        | Result |
| ---- | --------- | ---------------------------- | ------ |
| 2011 | 4Minute   | New K-pop Artist of The Year | Venceu |